# Mańkiwka (hromada Swatowe)
Mańkiwka (ukr. Маньківка) – wieś na Ukrainie, w obwodzie ługańskim, w rejonie swatowskim, w hromadzie Swatowe. W 2001 liczyła 568 mieszkańców, wśród których 522 wskazało jako ojczysty język ukraiński, a 46 rosyjski.